# Beraban (Selemadeg Timur)
Beraban is een bestuurslaag in het regentschap Tabanan van de provincie Bali, Indonesië. Beraban telt 1319 inwoners (volkstelling 2010).